# تشارلز لاثام
تشارلز لاثام (بالإنجليزية: Charles Latham)‏ هو سياسي أسترالي، ولد في 26 يناير 1882 في المملكة المتحدة، وتوفي في 26 أغسطس 1968 في أستراليا.

## مناصب
- انتخب Member of the Western Australian Legislative Council ‏ عن دائرة Central Province (Western Australia) [الإنجليزية]‏ (22 مايو 1950 – 21 مايو 1960).
- انتخب Member of the Western Australian Legislative Council ‏ عن دائرة East Province (Western Australia) [الإنجليزية]‏ (14 ديسمبر 1946 – 21 مايو 1950).
- انتخب عضو الجمعية التشريعية لأستراليا الغربية عن دائرة Electoral district of York [الإنجليزية]‏ (12 مارس 1921 – 7 أكتوبر 1942).
- انتخب عضو مجلس الشيوخ الأسترالي [الإنجليزية]‏ عن دائرة أستراليا الغربية (8 أكتوبر 1942 – 20 أغسطس 1943).